# Energía nuclear en Grecia
Aunque Grecia ha establecido la Comisión de Energía Atómica (en griego: Ελληνική Επιτροπή Ατομικής Ενέργειας, ΕΕΑΕ), se ha tomado la decisión de no implementar un programa de energía nuclear para generar electricidad. 
Hay un reactor de investigación nuclear operativo en el Instituto de Investigación Demokritos y un conjunto subcrítico. El país cree que debido a su pequeño tamaño y los frecuentes terremotos en la región al igual que Italia y Turquía, la energía nuclear no proporcionaría muchos beneficios. Grecia recibió electricidad producida por energía nuclear de Bulgaria en el pasado. Sin embargo, con el cierre de dos reactores búlgaros en 2006, estas importaciones son casi inexistentes.